# Podział administracyjny Dominikany

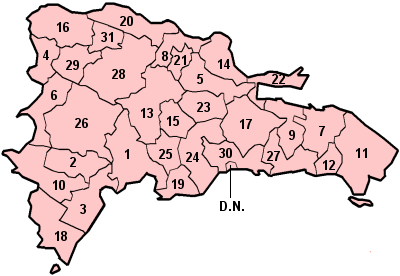
Prowincje Dominikany

Dominikana podzielona jest na 31 prowincji i obszar wydzielony stolicy – Distrito Nacional. Podział kraju na prowincje jest określony w konstytucji (tytuł I, rozdział II, art 5).
| Lp.     | Prowincja              | Stolica                    | Liczba ludności (2014) | Powierzchnia (km²) |
| ------- | ---------------------- | -------------------------- | ---------------------- | ------------------ |
| 1       | Azua                   | Azua                       | 298 246                | 2 531,77           |
| 2       | Baoruco                | Neiba                      | 111 269                | 1 282,23           |
| 3       | Barahona               | Barahona                   | 232 818                | 1 739,38           |
| 4       | Dajabón                | Dajabón                    | 87 274                 | 1 020,73           |
| 5       | Distrito Nacional      | Santo Domingo              | 1 402 749              | 104,44             |
| 6       | Duarte                 | San Francisco de Macorís   | 338 649                | 1 605,35           |
| 7       | El Seibo               | El Seibo                   | 110 212                | 1 786,80           |
| 8       | Elías Piña             | Comendador                 | 84 632                 | 1 426,20           |
| 9       | Espaillat              | Moca                       | 333 401                | 838,62             |
| 10      | Hato Mayor             | Hato Mayor                 | 103 032                | 1 329,29           |
| 11      | Hermanas Mirabal       | Salcedo                    | 121 887                | 440,43             |
| 12      | Independencial         | Jimaní                     | 74 583                 | 2 006,44           |
| 13      | La Altagracia          | Salvaleón de Higüey        | 372 289                | 3 010,34           |
| 14      | La Romana              | La Romana                  | 344 580                | 653,95             |
| 15      | La Vega                | La Vega                    | 447 905                | 2 287,24           |
| 16      | María Trinidad Sánchez | Nagua                      | 195 886                | 1 271,71           |
| 17      | Monseñor Nouel         | Bonao                      | 203 183                | 992,39             |
| 18      | Monte Cristi           | Monte Cristi               | 150 833                | 1 924,35           |
| 19      | Monte Plata            | Monte Plata                | 222 641                | 2 632,14           |
| 20      | Pedernales             | Pedernales                 | 52 165                 | 2 074,53           |
| 21      | Peravia                | Baní                       | 217 241                | 792,33             |
| 22      | Puerto Plata           | Puerto Plata               | 498 232                | 1 852,90           |
| 23      | Samaná                 | Santa Bárbara de Samaná    | 139 707                | 853,74             |
| 24      | Sánchez Ramírez        | Cotuí                      | 248 807                | 1 196,13           |
| 25      | San Cristóbal          | San Cristóbal              | 640 066                | 1 265,77           |
| 26      | San José de Ocoa       | San José de Ocoa           | 97 640                 | 855,40             |
| 27      | San Juan               | San Juan de la Maguana     | 317 293                | 3 569,39           |
| 28      | San Pedro de Macorís   | San Pedro de Macorís       | 392 911                | 1 255,46           |
| 29      | Santiago               | Santiago de los Caballeros | 1 543 362              | 2 836,51           |
| 30      | Santiago Rodríguez     | Sabaneta                   | 99 044                 | 1 111,14           |
| 31      | Santo Domingo          | Santo Domingo Este         | 3 263 053              | 1 296,35           |
| 32      | Valverde               | Mao                        | 217 026                | 823,38             |
| Łącznie |                        |                            | 12 935 223             | 48 666,83          |